# 松末村
松末村（ますえむら）は、福岡県朝倉郡にあった村。現在の朝倉市の一部。

## 地理
筑後川支流、赤谷川の上中流の山間部に位置していた。

## 歴史

### 沿革
- 1889年（明治22年）4月1日 - 町村制の施行により、上座郡星丸村、大山村、松末村、赤谷村が合併して村制施行し、松末村が発足[1][2]。
- 1896年（明治29年）4月1日 - 郡の統合により朝倉郡に所属[1][3]。
- 1951年（昭和26年）4月1日 - 朝倉郡杷木町、久喜宮村、志波村と合併し、杷木町が存続して廃止された[1][2]

### 地名の由来
住民の要望で東雲村と命名の予定だったが由縁がないため、合併村の中で大きい村の名とした。

## 産業
主要産業は米、小麦などを主とする農業。